# Duane Washington Jr.
Duane Eddy Washington Jr. (* 24. März 2000 in Frankfurt am Main, Bundesrepublik Deutschland) ist ein US-amerikanischer Basketballspieler.

## Karriere

### High School
Duane Washington Jr. wurde in Frankfurt am Main als Sohn von Therese und Duane Washington, der dort neben dem TV Tatami Rhöndorf in Bad Honnef professionell für die Skyliners Frankfurt Basketball spielte, geboren. Er wuchs in Grand Rapids (Michigan) auf und besuchte die Grand Rapids Christian High School. In seinem Junior-Jahr führte er deren Eagles in das Finale der Class-A-Staatsmeisterschaft, wo sie der Clarkston High School unterlagen. Zu diesem Zeitpunkt warben bereits viele Colleges um ihn. Er zog aber an die Westküste zu seinem Onkel, dem fünfmaligen NBA-Meister Derek Fisher, und transferierte in seinem Senior-Jahr an die Sierra Canyon High School in Chatsworth, einer Vorstadt von Los Angeles. Neben dem Basketball-Camp seines Onkels und dem Training an einer Schule mit sehr starker Konkurrenz spielte er in den Sommern außerdem für das AAU-Team The Family in Detroit.

### College
Washington Jr. ließ sich 2018 von der Ohio State University rekrutieren. Mit den Buckeyes spielte er in der NCAA Division I. Zusammen erreichten sie 2019 und 2021 die Endrunde der NCAA Division I Basketball Championship (2020 fiel das Turnier wegen des Covid-19-Ausbruchs aus), scheiterten aber in der ersten und zweiten Runde. Washington Jr. wurde in das dritte Team der Big-Ten-Conference-Auswahl und die Auswahl des Big Ten-Meisterschaftsturniers gewählt. 2021, nach positiven Erfahrungen im NBA G-League Elite Camp und der NBA Draft Combine, meldete sich Washington Jr. nach drei Jahren College für das NBA-Draftverfahren an.

### NBA
Washington Jr. wurde in der NBA-Draft 2021 zwar nicht ausgewählt, aber unmittelbar nach ihrem Ende von den Indiana Pacers verpflichtet und mit einem Zweiwegevertrag ausgestattet. Er bestritt elf Spiele in der NBA G-League für die Fort Wayne Mad Ants, das Farmteam der Pacers, aber ganze 48 für die Pacers selbst. Er stellte einen Franchise-Rekord für die meisten 3-Punkt-Würfe eines Rookies in einem Spiel auf und unterzeichnete schließlich einen nicht-garantierten Standardvertrag über drei Jahre. Im Zuge des Vertragsangebots der Pacers für Deandre Ayton wurde Washington Jr. von seinem Team entlassen, um genügend Gehaltsspielraum für Ayton zu schaffen. Nachdem Aytons Club, die Phoenix Suns, das Pacers-Angebot seinerseits aufnahm und es damit neutralisierte, boten die Pacers ihm einen Trainings Camp-Vertrag an, den Washington Jr. jedoch ablehnte.
Er unterzeichnete stattdessen im August 2022 einen Zweiwegevertrag bei den Phoenix Suns, wurde aber am 1. Februar 2023 nach 31 Einsätzen trotz eines freien Kaderplatzes entlassen, um einen von zwei Plätzen für Spieler mit Zweiwegevertrag für Saben Lee freizumachen. Head Coach Monty Williams deutete an, dass der Kaderplatz aus finanziellen Gründen freibliebe, ein Zweiwegevertrag fällt nämlich nicht unter die Gehaltskappung der luxussteuerpflichtigen Mannschaft.
Am 28. Februar 2023 wurde Washington Jr. als Spieler mit einem Zweiwegevertrag von den New York Knicks verpflichtet. Theoretisch hätte er damit noch insgesamt zwölfmal in der laufenden Hauptrunde für die Knicks auflaufen können, bestritt aber lediglich fünf Spiele für deren Farmteam. Nachdem er eine Qualifying offer der Knicks in der Saisonpause angenommen hatte, wurde er am 25. Juli aus dem Kader gestrichen.
Im August 2023 unterschrieb er einen Exhibit-9-Vertrag für das Trainingscamp der Knicks. Dieser wurde erwartungsgemäß am 21. Oktober aufgelöst und am Folgetag einer der seit dieser Saison drei möglichen Zweiwegeverträge unterzeichnet. Nach nur einem Spiel mit 26 erzielten Punkten für das Farmteam verletzte sich Washington Jr. am Daumen und wurde von den Knicks entlassen, nur um im Januar 2024 – vier Tage vor der Frist, an der sein Gehalt für die gesamte Saison garantiert würde – erneut unter Vertrag genommen zu werden. Seinen einzigen Einsatz für die Knicks hatte er in der NBA Summer League in Las Vegas während der Saisonpause 2024. Im Juli 2024 unterschrieb er einen Zwei-Jahres-Vertrag bei Partizan Belgrad.
Für ein Transferkonstrukt im Zuge des Karl-Anthony Towns-Tausches zwischen den Knicks, den Minnesota Timberwolves und den Charlotte Hornets zahlten die Knicks Partizan dem Vernehmen nach zwischen 600.000 und 1 Million Dollar, damit Washington Jr. nach zwei Spielen kurzfristig aus seinem Vertrag entlassen wurde, um ihn an die Hornets abzugeben, die ihn wiederum am 9. Oktober nach zwei Vorbereitungsspielen aus seinem Vertrag entließen, nur um erneut bei Partizan zu unterzeichnen. Sein Gehalt bei den Hornets von 2,16 Millionen Dollar ist freilich garantiert und wird aus Mitteln der Knicks bestritten. Washington gewann in der Saison 2024/25 mit Partizan die Meisterschaft in der Adriatischen Basketballliga.

## Familienleben
Duane Washington Jr. ist nicht nur Sohn des NBA-Spielers Duane Washington, sondern auch Neffe dessen kleineren Bruders Derek Fisher, der fünf Meisterschaften mit den Los Angeles Lakers gewann. Über diesen war er mit Kobe Bryant bekannt.
Im November 2022 gebar ihm seine Freundin einen Sohn, Duane Washington III. Er liebt Hunde und geht gern Angeln.